# Andrés García Tébar
Andrés Jesús García Tébar, (Albacete, España,) es un entrenador de fútbol español que actualmente dirige al Almagro Club de Fútbol de la Tercera División de España. Es un técnico con una amplia experiencia en el fútbol español en Segunda División B y Tercera División, además de tener experiencias internacionales en países como Malasia y Omán.

## Clubes
Su carrera como jugador la inició en los equipos inferiores del Albacete Balompié, llegando a debutar en el primer equipo. Militó en la Selección Murciana de Fútbol que fue campeona de España juvenil. Más tarde jugaría entre otros equipos en el Atlético Albacete, Caravaca CF, Hellín y Águilas CF. Una lesión en la rodilla interrumpió su carrera de futbolista de éste lateral derecho o central.
Como entrenador, ha entrenado a multitud de clubes, Cieza, Hellín Deportivo, Lorca, Ciudad de Murcia, Yeclano, Algeciras, Ibiza, Mérida, Águilas, Motril, Cerro Reyes, Hospitalet, Puertollano, Melilla y Tenerife.
Entre sus méritos como técnico destacan dos ascensos a Tercera División, otros dos a Segunda B (Lorca y Mérida), más cuatro play off de ascenso a Segunda B (Hellín, Yeclano, Águilas y Motril), dos play off de ascenso a Segunda A con el Melilla, quedando colíder junto al Granada del grupo IV la campaña 2009/10 y en la 2010/11 fue tercero en la fase regular y cayó a continuación en los cruces por el ascenso frente al Deportivo Alavés. En esta categoría, también destaca un quinto puesto con el Puertollano en la 2008/09.
En enero de 2012 el CD Tenerife confirma el acuerdo con dicho entrenador, como sucesor de Antonio Calderón, quien fue destituido tras la derrota tinerfeña ante el filial del Real Sporting de Gijón, ya que es un experto conocedor de la Segunda B. Cogió al equipo en la sexta posición en la jornada 21 y lo dejó tercero en la jornada 33, logrando siete victorias, tres empates y dos derrotas. Tras una buena racha inicial, una serie de problemas extradeportivos con algunos jugadores, unido a una bajada de rendimiento del equipo, motivan su destitución tras la derrota ante el Celta de Vigo B en favor del entrenador del filial Quique Medina hasta final de campaña.
En 2015 forma parte del equipo técnico del equipo malasio Johor Darul Takzim FC que acompañó al entrenador español César Ferrando. Esa experiencia no acabó bien para el técnico español (Cesar) al que los resultados no acompañaron. Después de la experiencia asiática, el Club de Fútbol Lorca Deportiva llega a un acuerdo con Andrés para dirigir al equipo blanquiazul en el Grupo XIII de Tercera División. Tébar regresa a un banquillo lorquino 18 años después, ya que entrenó al extinto Lorca en la temporada 97-98 con éxito ya que los lorquinos subieron a Segunda B. 
En 2017 fue contratado por el modesto Oman Club SC de la primera división de Oman. Fue capaz de llevar el equipo hasta las semifinales de la Copa del Sultán antes de firmar a mitad de temporada por el Dhofar FC, equipo al que terminó haciendo campeón de Liga.
A principios de la 2ª vuelta de la 2018-19 fue contratado por el Xerez Deportivo FC, sustituyendo a Pepe Masegosa, cogiendo el equipo en 8ª posición del Grupo X de 3ª División. 
El técnico albaceteño comenzaría la temporada 2019-20 al frente del conjunto jerezano en Tercera División, hasta que en noviembre de 2019 y por motivos personales de discrepancias con los directivos del club decidió ofrecer su renuncia. En ese momento el equipo era segundo clasificado, siendo máximo goleador del grupo, con 8 partidos ganados, 2 empatados y 2 perdidos. Fue sustituido por Josu Uribe.
En verano de 2020, firmó por el CE Carroi de la Primera División de Andorra, pero en septiembre de 2020, tras la llamada del Almagro Club de Fútbol de la Tercera División de España, se comprometió con el conjunto encajero para dirigirlo durante la temporada 2020-21.

### Como entrenador
| Club                                                     | País    |
| -------------------------------------------------------- | ------- |
| Hellín Deportivo                                         | España  |
| Lorca fc                                                 | España  |
| CF Ciudad de Murcia                                      | España  |
| Yeclano CF                                               | España  |
| Algeciras CF                                             | España  |
| Unión Deportiva Ibiza Eivissa                            | España  |
| Mérida UD                                                | España  |
| Águilas CF                                               | España  |
| Motril CF                                                | España  |
| AD Cerro de Reyes                                        | España  |
| CE L'Hospitalet                                          | España  |
| UD Puertollano                                           | España  |
| UD Melilla                                               | España  |
| C.D. Tenerife                                            | España  |
| Orihuela CF                                              | España  |
| Johor Darul Takzim FC (2º Entrenador)                    | Malasia |
| CF Lorca Deportiva                                       | España  |
| Oman Club SC (Semifinalista Copa)                        | Omán    |
| Dhofar Club (Campeón Liga y semifinalista copa)          | Omán    |
| Real Jaén (consiguió entrar en eliminatorias de ascenso) | España  |
| Xerez Deportivo FC                                       | España  |
| CE Carroi                                                | Andorra |
| Almagro Club de Fútbol                                   | España  |
| Orense Sporting Club                                     | Ecuador |